# 川村匡由
川村 匡由（かわむら まさよし、1946年 - ）は、日本の社会福祉学者。学位は、人間科学博士（早稲田大学・1999年）。武蔵野大学・武蔵野大学大学院名誉教授。福祉デザイン研究所所長。静岡県出身。

## 略歴
1969年、立命館大学文学部文学科卒業後、読売新聞社中部本社編集局社会部勤務。1999年、早稲田大学大学院で博士号取得。2001年、武蔵野大学・武蔵野大学大学院教授として社会保障・高齢者福祉・地域福祉を研究。2016年定年退職。山岳紀行家。

## 著作

### 単著
- 川村匡由『地域福祉計画論序説-地域福祉計画の新しい潮流』中央法規出版、1993年。ISBN 978-4805811597。
- 川村匡由『介護保険総点検-現行制度はこう変わる』ミネルヴァ書房、1998年。ISBN 978-4623029501。
- 川村匡由『新・介護保険総点検-各制度はこう変わった』ミネルヴァ書房、2000年。ISBN 978-4623032662。
- 川村匡由『社会福祉普遍化への視座-平和と人権を基軸にした人間科学の構築』ミネルヴァ書房、2004年。ISBN 978-4623041572。
- 川村匡由『地域福祉とソーシャルガバナンス-新しい地域福祉計画論』中央法規出版、2007年。ISBN 978-4805829233。
- 川村匡由『人生100年“超”サバイバル法-1時間でわかる社会保障』久美出版、2010年。ISBN 978-4861891618。
- 川村匡由『団塊世代の地域デビュー-その提言と「まちかど福祉」の実践』みらい、2012年。ISBN 978-4860152550。
- 川村匡由『介護保険再点検-制度実施10年の評価と2050年のグランドデザイン』ミネルヴァ書房、2014年。ISBN 978-4623062324。

### 共著
- 川村匡由、亀井節子『産業福祉論』 第14巻、ミネルヴァ書房〈シリーズ・21世紀の社会福祉〉、1998年。ISBN 978-4623028962。
- 川村匡由、倉田康路『社会福祉概論』 第2巻、ミネルヴァ書房〈シリーズ・21世紀の社会福祉〉、2003年。ISBN 978-4623037469。
- 川村匡由、川村岳人『改訂 福祉系学生のためのレポート&卒論の書き方』中央法規出版、2005年。ISBN 978-4805825723。
- 川村匡由、三浦文夫、竹内孝仁『介護サービスの基礎知識-正しい知識とサービスが上手に使える実用介護事典』自由国民社、2012年。ISBN 978-4426114480。

### 編著
- 『福祉の仕事ガイドブック』中央法規出版、1997年。ISBN 978-4805816271。
- 『社会保障論』 第1巻、ミネルヴァ書房〈シリーズ・21世紀の社会福祉〉、1998年。ISBN 978-4623028320。
- 『高齢者福祉論』 第3巻、ミネルヴァ書房〈シリーズ・21世紀の社会福祉〉、2003年。ISBN 978-4623037056。
- 『社会福祉援助技術』 第21巻、ミネルヴァ書房〈シリーズ・21世紀の社会福祉〉、2003年。ISBN 978-4623037445。
- 『国際社会福祉論』 第20巻、ミネルヴァ書房〈シリーズ・21世紀の社会福祉〉、2004年。ISBN 978-4623039470。
- 『シルバーサービス論』 第12巻、ミネルヴァ書房〈シリーズ・21世紀の社会福祉〉、2005年。ISBN 978-4623044801。
- 『域福祉論』 第7巻、ミネルヴァ書房〈シリーズ・21世紀の社会福祉〉、2005年。ISBN 978-4623043224。
- 米山岳広 編『障害者福祉論』 第4巻、ミネルヴァ書房〈シリーズ・21世紀の社会福祉〉、2005年。ISBN 978-4623043200。
- 米山岳広 編『児童福祉論』 第18巻、ミネルヴァ書房〈シリーズ・21世紀の社会福祉〉、2005年。ISBN 978-4623043217。
- 『ボランティア論』 第11巻、ミネルヴァ書房〈シリーズ・21世紀の社会福祉〉、2006年。ISBN 978-4623045013。
- 『公的扶助論』 第6巻、ミネルヴァ書房〈シリーズ・21世紀の社会福祉〉、2007年。ISBN 978-4623044870。
- 『情報福祉論』 第19巻、ミネルヴァ書房〈シリーズ・21世紀の社会福祉〉、2007年。ISBN 978-4623049950。
- 『家族福祉論』 第13巻、ミネルヴァ書房〈シリーズ・21世紀の社会福祉〉、2008年。ISBN 978-4623050611。
- 『施設マネジメント論』 第10巻、ミネルヴァ書房〈シリーズ・21世紀の社会福祉〉、2010年。ISBN 978-4623056927。
- 『介護福祉論』 第8巻、ミネルヴァ書房〈シリーズ・21世紀の社会福祉〉、2011年。ISBN 978-4623059522。
- 『医療福祉論』 第9巻、ミネルヴァ書房〈シリーズ・21世紀の社会福祉〉、2011年。ISBN 978-4623051519。
- 『司法福祉論』 第18巻、ミネルヴァ書房〈シリーズ・21世紀の社会福祉〉、2011年。ISBN 978-4623060665。
- 瀧澤利行編 編『教育福祉論』 第16巻、ミネルヴァ書房〈シリーズ・21世紀の社会福祉〉、2011年。ISBN 978-4623060696。
- 『住環境福祉論』 第15巻、ミネルヴァ書房〈シリーズ・21世紀の社会福祉〉、2011年。ISBN 978-4623061273。
- 『改正介護保険-サービス・しくみ・利用料がわかる本』自由国民社、2012年。ISBN 978-4426108625。
- 立岡浩編 編『観光福祉論』 第17巻、ミネルヴァ書房〈シリーズ・21世紀の社会福祉〉、2013年。ISBN 978-4623066384。

### 論文
- 「米国シルバービジネスの動向-保健・医療ネットワークをめぐって」『月刊福祉』第72巻第9号、全国社会福祉協議会、1989年、84-89頁、NAID 40001035288。
- 「介護保険を再検証する」『非営利法人』第35巻第10号、日本税務経理協会、1999年、4-13頁、NAID 40005215751。
- 「これからの社会福祉施設」『非営利法人』第36巻第9号、日本税務経理協会、2000年、4-10頁、NAID 40005215806。
- 「国際社会福祉研究における基礎的視座」『武蔵野女子大学現代社会学部紀要』第1号、武蔵野女子大学現代社会学部紀要編集委員会、2000年、53-61頁、NAID 40005376538。
- 「情報福祉論序説-社会福祉と情報の接点」『武蔵野女子大学現代社会学部紀要』第2号、武蔵野女子大学現代社会学部紀要編集委員会、2001年、39-47頁、NAID 40005376551。
- 川村匡由、根本博司、中嶋充洋、永田あゆみ「社会福祉学科における教育・研究のあり方に関する研究-本学在学生の福祉意識調査結果 (1)」『武蔵野女子大学現代社会学部紀要』第2号、武蔵野女子大学現代社会学部紀要編集委員会、2001年、223-236頁、NAID 40005376563。
- 川村匡由、根本博司、中嶋充洋、永田あゆみ「社会福祉学科における教育・研究のあり方に関する研究-本学在学生の福祉意識調査結果 (2)」『武蔵野女子大学現代社会学部紀要』第2号、武蔵野女子大学現代社会学部紀要編集委員会、2002年、203-218頁、NAID 40005376579。
- 「介護老人福祉施設入所者の権利擁護のあり方」『非営利法人』第38巻第7号、日本税務経理協会、2002年、16-22頁、NAID 40005750253。
- 「支援費制度への移行について-社会福祉制度の大転換」『非営利法人』第38巻第12号、日本税務経理協会、2002年、6-11頁、NAID 40005625787。
- 川村匡由、根本博司、中嶋充洋、永田あゆみ「社会福祉学科における教育・研究のあり方に関する研究-本学在学生の福祉意識調査結果 (3)」『武蔵野女子大学現代社会学部紀要』第2号、武蔵野女子大学現代社会学部紀要編集委員会、2003年、119-136頁、NAID 40005750253。
- 「白書の概要 平成15年版『厚生労働白書』の概要とその死角」『非営利法人』第40巻第1号、全国公益法人協会、2004年、40-47頁、NAID 40006084323。

## 出演
- 週刊読売（2003年3月、読売新聞社）
- 仕事の教室（2003年3月、リクルート）
- ニュースチャンネル（2004年5月、テレビ朝日）
- 朝日新聞（2007年5月、朝日新聞社）
- 毎日新聞（2008年10月、毎日新聞社）
- GOOD PROFESSOR（2010年9月9日、早稲田塾）[3]
- 読売新聞（2012年11月21日、読売新聞社）[4]